# Kolegialna univerza
Kolegialna univerza je univerza, znotraj katere so dejavnosti razdeljene med osrednjo upravo in številne sestavne kolegije (tudi kolidže). Zgodovinsko je bila prva kolegialna univerza Univerza v Parizu, njen prvi kolegij pa je bil Kolegij osemnajstih. Dve glavni obliki kolegialne univerze sta rezidenčna kolegialna univerza, kjer je osrednja univerza odgovorna za poučevanje, kolegiji pa predvsem delujejo kot rezidenčne skupnosti, ki lahko izvajajo nekaj poučevanja, in zvezna kolegialna univerze, kjer ima osrednja univerza upravno in včasih izpitno vlogo, kolegiji pa imajo lahko stanovanjsko vlogo, predvsem pa izvajajo poučevanje. Večji kolegiji ali kampusi zveznih univerz, kot sta Univerzitetni kolidž v Londonu ali Univerza Kalifornije, Berkeley, so lahko pravzaprav univerze same po sebi in imajo pogosto tudi svoje lastne študentske zveze.
V primeru univerz z rezidenčnimi kolegiji je glavna razlika med slednjimi in študentskimi domovi ta, da "so kolegiji društva (latinsko collegia), ne stavbe". To se na različnih univerzah izraža na različne načine; običajno so študentje "člani" kolegija, ne njegovi rezidenti, ter ostajajo člani ne glede na to, če živijo znotraj kolegija ali ne, vendar to ni splošno pravilo in je razliko mogoče potegniti na druge načine. Rezidenčni kolegiji imajo običajno tudi člane, ki niso študenti, temveč akademsko osebje univerze, ki skupaj s študenti oblikujejo celotno akademsko skupnost. Študenti rezidenčnih kolegialnih univerz so pogosto, posebej v Združenem kraljestvu, kot v primerih antičnih Univerz v Oxfordu in Cambridgeu, organizirani v "nižje" skupnosti dodiplomskih študentov (angleško Junior Common Room) ter "srednje" skupnosti podiplomskih študentov (Middle Common Room), akademsko osebje pa sestavlja "višjo" skupnost (Senior Common Room).